# Иницијал (орнамент)
Иницијал или почетно слово се у калиграфији поставља тако да буде веће, другачије од осталих, и посебно украшено, било да је то прво слово поглавља, одељка или целе књиге.

## Употреба речи
Речи „иницијал“ и „велико слово“ су синоними, али се могу мало стилски разликовати: на пример, у латинској и грчкој палеографији често говоре о иницијалима. Термин „иницијал“ у овом значењу у једном тренутку је скоро постао застарела реч – на пример, „Мали енциклопедијски речник“ Брокхауса и Ефрона (Санкт Петербург, том 1, број 2, 1907) јасно га је класификовао као „стари рукописи и књиге” , али је због развоја рачунарског издаваштва и ширења типографске терминологије на енглеском језику тај термин остао у савременом речнику.
Иницијал данас се често користи за означавање великог слова датог имена, презимена или патронима.
Историја
У рукописним књигама почетна слова су често била украшена минијатурама и орнаментима. У раним штампаним књигама, обојена почетна слова и даље су била исписана руком. У древним штампаним књигама, за почетак новог текста дуго су се користила вишетипна почетна слова, која су замењена једноставним словима у облику обичног слова, али са увећаном величином.